# NBA Development League 2010-2011
La stagione della NBA Development League 2010-2011 è stata la decima edizione della NBA D-League. La stagione si è conclusa con la vittoria degli Iowa Energy, che hanno sconfitto i Rio Grande Valley Vipers 2-1 nella serie finale.

## Squadre partecipanti
Gli Albuquerque Thunderbirds si trasferirono a Rio Rancho nel Nuovo Messico, diventando i New Mexico Thunderbirds. I Los Angeles D-Fenders non presero parte al campionato.
- Austin Toros
- Bakersfield Jam
- Dakota Wizards
- Erie BayHawks
- F.W. Mad Ants
- Idaho Stampede
- Iowa Energy
- Maine Red Claws

- New Mexico T'birds
- Reno Bighorns
- R.G.V. Vipers
- S. Falls Skyforce
- Springfield Armor
- Texas Legends
- Tulsa 66ers
- Utah Flash

## Classificaregular season

### East Conference
| Squadra              | V  | P  | PCT  | GB |
| -------------------- | -- | -- | ---- | -- |
| Iowa Energy (1)      | 37 | 13 | 74,0 | -- |
| Erie BayHawks (5)    | 32 | 18 | 64,0 | 5  |
| Fort Wayne Mad Ants  | 24 | 26 | 48,0 | 13 |
| Dakota Wizards       | 19 | 31 | 38,0 | 18 |
| Maine Red Claws      | 18 | 32 | 36,0 | 19 |
| Springfield Armor    | 13 | 37 | 26,0 | 24 |
| Sioux Falls Skyforce | 10 | 40 | 14,0 | 27 |

### West Conference
| Squadra                      | V  | P  | PCT  | GB |
| ---------------------------- | -- | -- | ---- | -- |
| Reno Bighorns (2)            | 34 | 16 | 68,0 | -- |
| Rio Grande Valley Vipers (3) | 33 | 17 | 66,0 | 1  |
| Tulsa 66ers (4)              | 33 | 17 | 66,0 | 1  |
| Bakersfield Jam (6)          | 29 | 21 | 58,0 | 5  |
| Utah Flash (7)               | 28 | 22 | 56,0 | 6  |
| Texas Legends (8)            | 24 | 26 | 48,0 | 10 |
| Idaho Stampede               | 24 | 26 | 48,0 | 10 |
| Austin Toros                 | 22 | 28 | 44,0 | 12 |
| New Mexico Thunderbirds      | 20 | 30 | 40,0 | 14 |

## Play-off

### Tabellone
|  | Quarti di finale | Quarti di finale | Quarti di finale     |                      |                      | Semifinali    | Semifinali | Semifinali |  |  | Finale | Finale      | Finale |
|  |                  |                  |                      |                      |                      |               |            |            |  |  |        |             |        |
|  | 1E               | Iowa Energy      | 2                    |                      |                      |               |            |            |  |  |        |             |        |
|  | 7W               | Utah Flash       | 1                    |                      |                      |               |            |            |  |  |        |             |        |
|  | 7W               | Utah Flash       | 1                    |                      | 1E                   | Iowa Energy   | 2          |            |  |  |        |             |        |
|  |                  |                  |                      |                      | 1E                   | Iowa Energy   | 2          |            |  |  |        |             |        |
|  |                  | 4W               | Tulsa 66ers          | 0                    |                      |               |            |            |  |  |        |             |        |
|  | 4W               | 4W               | Tulsa 66ers          | 0                    | Tulsa 66ers          | 2             |            |            |  |  |        |             |        |
|  | 4W               |                  |                      |                      | Tulsa 66ers          | 2             |            |            |  |  |        |             |        |
|  | 8W               | Texas Legends    | 0                    |                      |                      |               |            |            |  |  |        |             |        |
|  |                  |                  |                      |                      |                      |               |            |            |  |  | 1E     | Iowa Energy | 2      |
|  |                  |                  | 3W                   | Rio Grande V. Vipers | 1                    |               |            |            |  |  |        |             |        |
|  | 2W               | Reno Bighorns    | 2                    |                      |                      |               |            |            |  |  |        |             |        |
|  | 5E               | Erie BayHawks    | 1                    |                      |                      |               |            |            |  |  |        |             |        |
|  | 5E               | Erie BayHawks    | 1                    |                      | 2W                   | Reno Bighorns | 0          |            |  |  |        |             |        |
|  |                  |                  |                      |                      | 2W                   | Reno Bighorns | 0          |            |  |  |        |             |        |
|  |                  | 3W               | Rio Grande V. Vipers | 2                    |                      |               |            |            |  |  |        |             |        |
|  | 3W               | 3W               | Rio Grande V. Vipers | 2                    | Rio Grande V. Vipers | 2             |            |            |  |  |        |             |        |
|  | 3W               |                  |                      |                      | Rio Grande V. Vipers | 2             |            |            |  |  |        |             |        |
|  | 6W               | Bakersfield Jam  | 1                    |                      |                      |               |            |            |  |  |        |             |        |

### NBA D-League Finals
Gara 1
| 24 aprile 2011 | Iowa Energy | 123 – 106 | Rio Grande V. Vipers |  |

Gara 2
| 27 aprile 2011 | Rio Grande V. Vipers | 141 – 122 | Iowa Energy |  |

Gara 3
| 29 aprile 2011 | Iowa Energy | 119 – 111 | Rio Grande V. Vipers |  |

| Campione NBA Development League 2010-2011 |
| ----------------------------------------- |
| Iowa Energy 1º titolo                     |

## Statistiche
| Categoria             | Giocatore          | Squadra                | Stat |
| --------------------- | ------------------ | ---------------------- | ---- |
| Punti per gara        | Trey Johnson       | Bakersfield Jam        | 25,5 |
| Rimbalzi per gara     | Jeff Adrien        | Erie/Rio Grande Valley | 11,4 |
| Assist per gara       | Curtis Stinson     | Iowa Energy            | 9,8  |
| Palle rubate per gara | Javaris Crittenton | Dakota Wizards         | 2,5  |
| Stoppate per gara     | Sean Williams      | Texas Legends          | 2,9  |
| FG%                   | Latavious Williams | Tulsa 66ers            | 63,9 |
| FT%                   | Blake Ahearn       | Erie BayHawks          | 96,2 |
| 3FG%                  | Moses Ehambe       | Austin/Iowa            | 49,5 |

## Premi NBA D-League
- Most Valuable Player: Curtis Stinson, Iowa Energy
- Coach of the Year: Nick Nurse, Iowa Energy
- Rookie of the Year: DeShawn Sims, Maine Red Claws
- Defensive Player of the Year: Chris Johnson, Dakota Wizards
- Impact Player of the Year: Jeff Adrien, Rio Grande Valley Vipers
- Most Improved Player: Dar Tucker, New Mexico Thunderbirds
- Executive of the Year: Bert Garcia, Rio Grande Valley Vipers
- Sportsmanship Award: Larry Owens, Tulsa 66ers
- All-NBDL First Team
  - Trey Johnson, Bakersfield Jam
  - Curtis Stinson, Iowa Energy
  - Ivan Johnson, Erie BayHawks
  - Joe Alexander, Texas Legends
  - Chris Johnson, Dakota Wizards
- All-NBDL Second Team
  - Othyus Jeffers, Iowa Energy
  - Orien Greene, Utah Flash
  - Jeff Adrien, Rio Grande Valley Vipers
  - Larry Owens, Tulsa 66ers
  - Marcus Cousin, Austin Toros / Rio Grande Valley Vipers
- All-NBDL Third Team
  - Jerel McNeal, Rio Grande Valley Vipers
  - Antonio Daniels, Texas Legends
  -  Patrick Ewing, Sioux Falls Skyforce / Reno Bighorns
  - DeShawn Sims, Maine Red Claws
  - Sean Williams, Texas Legends